# Німецький словник братів Грімм
«Німецький словник» (нім. Das Deutsche Wörterbuch, також DWB або Der Grimm) — найбільший і найвідоміший словник німецької мови, започаткований братами Грімм у кінці 1830-их років. Згодом словник був продовжений в Геттінгенському університеті та Берлінської академії наук. Його перше видання було завершено тільки 1960 року.

## Історія
У березні 1838 року лейпцизькі видавці Раймер і Саломон Гірцель з ініціативи германіста Рудольфа Фрідріха Гаупта запропонували братам Грімм взятися за підготовку етимологічного словника німецької мови, який відповідав би найновішим науковим вимогам того часу. Брати Грімм поставили перед собою не тільки наукове, а й високе патріотичну завдання: дати можливість простому громадянину відчути єдність нації, нехай і розділеної на три сотні карликових держав, але об'єднаної мовою і культурою. Цією метою обумовлений і вибір саме порівняльно-історичного методу, покладеного братами Грімм в основу дослідження. Адже цей метод дозволяв розглянути еволюцію мови, її генетичні зв'язки в контексті розвитку суспільства, яке було її носієм. Таким чином порівняльно-історичний метод вперше був послідовно застосований в дослідженні мови.. До моменту смерті Якоба Грімма в 1863 році, були закінчені розділи зі словами на літери A, B, C, E, складені Якобом, та розділ на літеру D, складений Вільгельмом. Розділ на літеру F Якоб не встиг завершити, зупинившись на статті «Frucht».
Наступне покоління філологів продовжило цю роботу: Прусська академія наук створила окремуу робочу групу дослідників, яка завершила роботу до 1960 року, тобто тільки через 120 років після її початку. За іронією долі, словник, покликани об'єднати німецьку націю, був завершений усього за рік до спорудження Берлінського муру, який став символом роз'єднання Німеччини. Робота щодо поліпшення словника (складання коментарів і включення маргіналій) триває в Берлінській академії наук і нині. Над словником працює група з 13 дослідників під керівництвом професора К. Унґера (нім. Dr. Christian Unger), також готується електронна версія словника. Наразі словник налічує 33 томи і близько 600 000 словникових гасел.

## Галерея

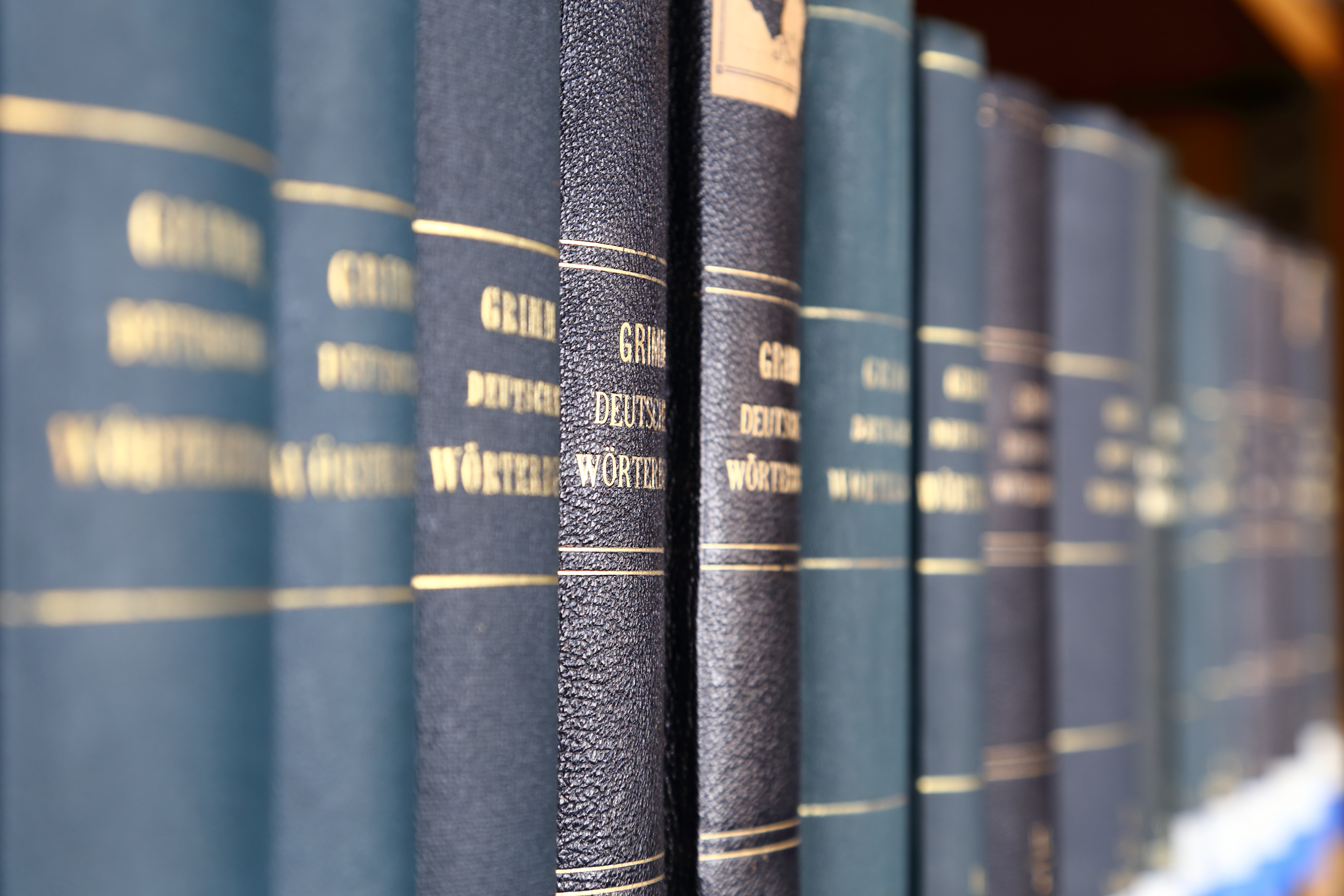
Видання «Німецького словника» в 33 томах
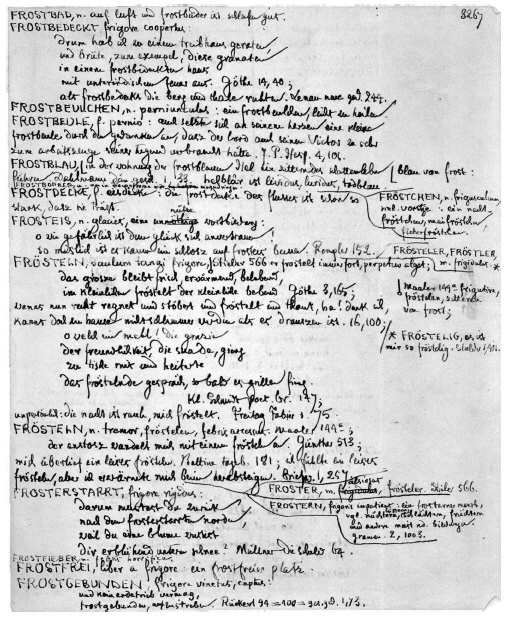
Автограф Якоба Грімма. Аркуш чорновика до першого тому «Німецького словника»